# 永安镇 (宿州市)
永安镇，是中华人民共和国安徽省宿州市埇桥区下辖的一个乡镇级行政单位。

## 行政区划
永安镇下辖以下地区：
永安村、股河新村、双鑫村、双兴村、孙安村、新合村、夏桥村、团结村、所圩村、潘湖村、薛赵村、周家村、大许村和街西村。